# Francisco Bañeres Santos
Francisco Bañeres Santos (Tortosa, 1959) és un jurista i fiscal català, fiscal superior de Catalunya des de 2018. També exerceix de professor associat a la Facultat de Dret de la Universitat de Barcelona.
Va estudiar dret a la Universitat de Barcelona i es va incorporar al cos de fiscals per oposició oberta i destinat a Las Palmas de Gran Canaria. L'any 1995 es va incorporar a la secció de delictes econòmics de la Fiscalia de Barcelona, creada dos anys abans pel fiscal Carlos Jiménez Villarejo.
Posteriorment va estar al capdavant de la Fiscalia de Delictes Econòmics de Barcelona des d'on va començar la investigació del Cas Palau (assumit després per la fiscalia anticorrupció) o el cas contra Leo Messi.
Va ser tinent fiscal de la Fiscalia Superior de Catalunya de 2013 a 2018. El 2018 va prendre possessió del càrrec de fiscal superior de Catalunya, que mantenia provisionalment des de la mort del seu predecessor José Maria Romero de Tejada.